# 도메니코 가브리엘리
도메니코 가브리엘리 (Domenico Gabrielli, 1651년 4월 15일 또는 1659년 10월 19일 – 1690년 7월 10일)는 이탈리아 바로크 작곡가이자 최초의 거장 첼로 연주자 중 한 명이자 첼로 작곡의 선구자였다. 볼로냐에서 태어난 그는 산 페트로니오 교회의 오케스트라에서 활동했으며 볼로냐 아카데미아 필라르모니카의 회원이자 한동안 회장이기도 했다. 1680년대에는 모데나의 프란체스코 2세 데스테 공작의 궁정에서 음악가로도 일했다.